# Роберт фон Моль
Роберт фон Моль (17 серпня 1799, Штутгарт — 4 листопада 1875, Берлін) — німецький юрист, правознавець. Брат Жюля і Гуґо. Професор права Тюбінгенського, згодом Гейдельберзького університетів. У 1848 році був обраний членом франкфуртського парламенту і в кабінеті тимчасового глави імперської виконавчої влади отримав портфель міністра юстиції. У парламенті Моль належав до партії «малогерманців», яка бажала об'єднання Німеччини без Австрії. 17 травня 1849 року Моль вийшов у відставку разом з президентом імперського міністерства Гагерном і знову присвятив себе професорській діяльності.